# Jeff Bennett
Jeffrey Glenn "Jeff" Bennett (Houston, Texas; 2 de octubre de 1962) es un conocido actor de voz estadounidense de series animadas y videojuegos.

## Filmografía

### Series animadas
- Aladdín: Amin Damoola
- Los Pingüinos de Madagascar: Kowalski
- Animanía: Baloney
- Animanía (2020): Luis XVI
- Las aventuras de Jimmy Neutrón: El niño genio: Travoltron, voces adicionales
- Bump in the Night: Gloog
- Captain Simian & the Space Monkeys: Orbitron
- El Campamento de Lazlo: Raj, Samson, Comandante Hoo Ha
- Class of 3000: Director Luna
- Dave, el bárbaro: Narrador, Twinkle
- El Laboratorio de Dexter: El Papá de Dexter
- Earthworm Jim: Peter el cachorro, narrador
- ¡Fenomenoide!: Lord Bravery, Cazador
- Gargoyles: Brooklyn, Owen Burnett, Magus
- Histeria!: Bob el suertudo
- Jake Long: El dragón occidental: Sr. Jonathan Long, El Cazador Oscuro, Canciller Kulde, Rey Martillo, voces adicionales
- Johnny Bravo: Johnny Bravo
- Jorge el curioso: Ted, el hombre del sombrero amarillo
- KND: Los Chicos del Barrio: Sr. Jefe, Sr. Fizz, Destructo Papá, voces adicionales
- Lilo & Stitch: La Serie Animada: Dr. Von Hamsterviel
- Las Nuevas Locuras del Emperador: El padre de Kronk, Cámara de seguridad, Topo e Ipi, voces adicionales
- Los sábados secretos: Dr. Arthur Beeman
- Ozzy & Drix: Drix
- Phantom 2040: Maxwell Madison
- Road Rovers: Blitz
- Space Goofs: Bud, Stereo (ambas cabezas)
- Shorty McShorts' Shorts: Voces adicionales en un corto
- The Batman: Ragdoll, D.A.V.E, Polilla Asesina
- La Brigada de los Sepultureros: Boris (Arsénico)
- The Land Before Time: Petrie
- La Máscara: la serie animada: Eddie (Hombre Pez), voces adicionales
- Mighty Ducks: Duke L´Orange
- Las Supernenas/Las Chicas Superpoderosas: El Hombre Mayor; As, el Gran Billy y Genio de la Banda Gangrena
- The Proud Family: Joseph en un episodio
- Xiaolin Showdown: Clay Bailey, Cíclope, Maestro Monje Guang, Planta Heylin (Gigi).
- Mina y el conde: Igor, y voz adicional en el corto.
- Transformers Animated: Prowl, Ultra Magnus y Mixmaster
- Planeta Sheen : Dorkus
- T.U.F.F. Puppy :, Keswick, Larry, Voces adicionales
- Regular Show: Los Rubios, Hi-Five Ghost (primeros episodios).
- Adventure Time: Choose Goose
- Adventure Time: Distant Lands: Choose Goose
- Adventure Time: Fionna and Cake: Choose Goose

### Películas
- Bionicle: La leyenda renace: Strakk
- Looney Tunes: De nuevo en acción: Yosemite Sam, Gallo Claudio, Nasty Canasta
- El rey león: Zazu
- Mickey, Donald, Goofy: Los Tres Mosqueteros: Los chicos de Beagle
- Nausicaä del Valle del Viento: Gikkuri (Doblaje en inglés)
- Pompoko: Voces adicionales
- La serie de películas de La Tierra antes del tiempo desde la cinco hasta ahora: Petrie
- Kung Fu Magoo: Sid
- La dama y el vagabundo II: Golfo, Jock y Triste.
- 101 dálmatas 2: Jasper.
- The Night of the Headless Horseman: Voz
- Return to Never Land: Señor Smee.
- La sirenita 3: Benjamín.
- La Bella y La Bestia 3: El mundo mágico de Bella
- Aladdin and the King of Thieves
- Tarzán y Jane: Profesor Arquímedes Porter
- Atlantis: El regreso de Milo
- Stitch! The Movie: Dr. Hämsterviel
- Leroy & Stitch: Dr. Hamsterviel
- Brother Bear 2: Atka
- Bolt: Lloyd
- Joseph: King of Dreams: Levi

### Videojuegos
- La serie de juegos de Baldur's Gate: Xan
- La serie de juegos de Kingdom Hearts (I / II): El alcalde de Ciudad Halloween (I), Barril, Smee, Lumiere, Merlín
- Quest for Glory IV: Shadows of Darkness: Dr. Cranium, Igor, Bonehead, Ad Avis
- Star Wars Jedi Knight II: Jedi Outcast / Star Wars: Jedi Knight: Jedi Academy: Kyle Katarn
- Star Wars: Force Commander: Brenn Tantor
- The Legend of Spyro: A New Beginning: Cyril, el padre de Sparx, Mole-yair